# Palmoxalis
Palmoxalis (Oxalis lasiandra) är en harsyreväxtart som beskrevs av Joseph Gerhard Zuccarini. Palmoxalis ingår i släktet oxalisar, och familjen harsyreväxter. Arten förekommer tillfälligt i Sverige, men reproducerar sig inte. Inga underarter finns listade i Catalogue of Life.